# Zur Heiligsten Dreifaltigkeit (Löffelstelzen)

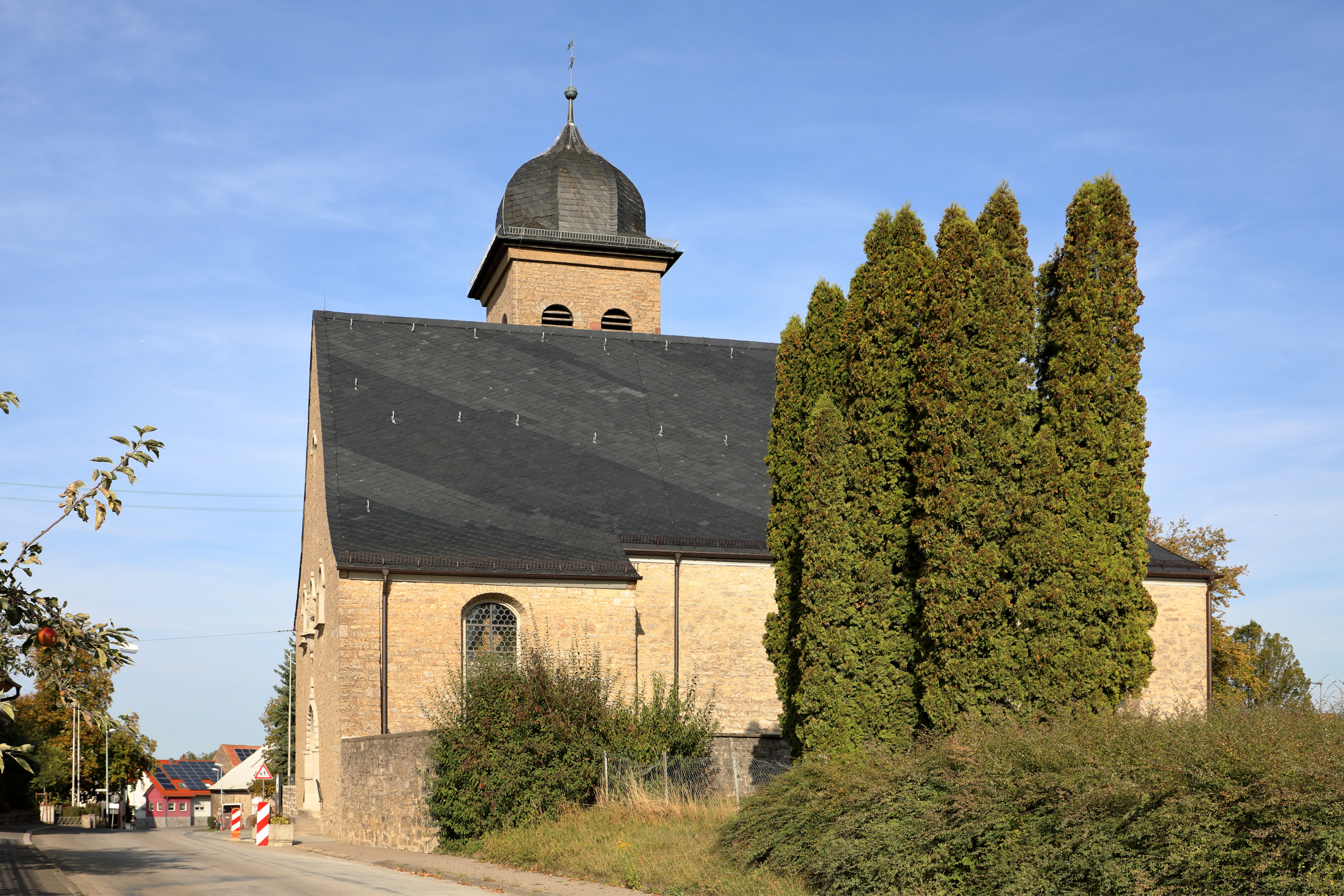

Die römisch-katholische Pfarrkirche Zur Heiligsten Dreifaltigkeit (auch Dreifaltigkeitskirche) in Löffelstelzen, einem Stadtteil von Bad Mergentheim im Main-Tauber-Kreis, wurde von 1660 bis 1661 errichtet und ist der heiligen Dreifaltigkeit geweiht. Es handelt sich um einen Massivbau mit eingezogenem Chor und seitlichem Turm. Die Dreifaltigkeitskirche gehört zur Seelsorgeeinheit 1a – L.A.M.M., die dem Dekanat Mergentheim der Diözese Rottenburg-Stuttgart zugeordnet ist. Das Bauwerk ist ein Kulturdenkmal der Stadt Bad Mergentheim.